# Miguel Ángel Gutiérrez (futbolista)
Miguel Ángel Gutiérrez (Argentina; 21 de marzo de 1954) fue un futbolista argentino. Fue goleador del Ecuador con el América de Quito en 1980.  Jugó además en Ferro Carril Oeste, en Everest de Guayaquil, en Wilstermann.

## Clubes
| Club             | País      | Año         |
| ---------------- | --------- | ----------- |
|                  | Argentina |             |
| Ferro            | Argentina | 1976 - 1977 |
| América de Quito | Ecuador   | 1980 - 1982 |
| Everest          | Ecuador   | 1983        |
| Wilstermann      | Bolivia   | 1984        |